# رنه روسو
رنه روسو (انگلیسی: Rene Russo؛ زاده ۱۷ فوریهٔ ۱۹۵۴) بازیگر و مدل آمریکایی است. او کار خود را به عنوان یک مدل مد در دهه ۱۹۷۰ آغاز کرد و روی جلد مجلاتی مانند وگ و کاسموپولیتن ظاهر شد. او اولین فیلم خود را در سال ۱۹۸۹ در کمدی لیگ اصلی آغاز کرد، و در تعدادی از فیلم‌های دلهره‌آور و اکشن در طول دهه ۱۹۹۰ به شهرت بین‌المللی رسید، از جمله اسلحه مرگبار ۳ (۱۹۹۲)، در خط آتش (۱۹۹۳)، شیوع (۱۹۹۵)، کوتوله را بگیرید (۱۹۹۵)، خون‌بها (۱۹۹۶)، اسلحه مرگبار ۴ (۱۹۹۸)، و حادثه توماس کراون (۱۹۹۹).
روسو پس از نقش اصلی کمدی خانوادگی مال من مال تو مال ما (۲۰۰۵)، پنج سال از بازیگری فاصله گرفت. او در نقش فریگا، مادر قهرمان عنوان، در فیلم ابرقهرمانی ثور (۲۰۱۱) به سینما بازگشت، در سال ۲۰۱۴، روسو در فیلم جنایی تحسین شده شبگرد (فیلم ۲۰۱۴) بازی کرد، که برای آن برنده جایزهٔ ساترن برای بهترین بازیگر نقش مکمل زن و همچنین نامزد جایزهٔ بفتا برای بهترین بازیگر نقش مکمل زن شد. او همچنین در فیلم‌های کارآموز (۲۰۱۵)، تازه شروع شده (۲۰۱۷) و اره چرخی مخملی (۲۰۱۹) ظاهر شده است.

## فیلم‌شناسی
| سال       | عنوان                    | نقش                               | کارگردان          | یادداشت |
| --------- | ------------------------ | --------------------------------- | ----------------- | --- |
| ۱۹۸۷–۱۹۸۸ | سابل                     | Eden Kendell                      |                   | مجموعه تلویزیونی، ۷ اپیزود |
| ۱۹۸۹      | لیگ برتر                 | Lynn Wells                        | دیوید اس. وارد    | |
| ۱۹۹۰      | آقای سرنوشت              | Cindy Jo Bumpers/Burrows          | James Orr         | |
| ۱۹۹۱      | یک پلیس خوب              | Rita Lewis                        | Heywood Gould     | |
| ۱۹۹۲      | فریجک                    | Julie Redlund                     | Geoff Murphy      | نامزد—Saturn Award for Best Supporting Actress |
| ۱۹۹۲      | اسلحه مرگبار ۳           | LAPD Sgt. Lorna Cole              | ریچارد دانر       | نامزد—MTV Movie Award for Best Kiss (shared with مل گیبسون) |
| ۱۹۹۳      | در خط آتش                | Secret Service Agent Lilly Raines | ولفگانگ پترسن     | |
| ۱۹۹۴      | لیگ برتر ۲               | Lynn Wells                        | دیوید اس. وارد    | Cameo |
| ۱۹۹۵      | شیوع                     | Robby Keough                      | ولفگانگ پترسن     | |
| ۱۹۹۵      | کوتوله را بگیرید         | Karen Flores                      | بری ساننفلد       | نامزد—Screen Actors Guild Award for Outstanding Performance by a Cast in a Motion Picture |
| ۱۹۹۶      | جام کوچک                 | Dr. Molly Griswold                | ران شلتون         | |
| ۱۹۹۶      | خون‌بها                   | Kate Mullen                       | ران هاوارد        | |
| ۱۹۹۷      | رفیق                     | Mrs. Gertrude "Trudy" Lintz       | Caroline Thompson | |
| ۱۹۹۸      | اسلحه مرگبار ۴           | Lorna Cole-Riggs                  | ریچارد دانر       | بلاکباستر |
| ۱۹۹۹      | حادثه توماس کراون        | Catherine Olds Banning            | جان مک‌تیرنان      | نامزد—بلاکباستر |
| ۲۰۰۰      | ماجراهای راکی و بولوینکل | Natasha Fatale                    | Des McAnuff       | نامزد—Saturn Award for Best Supporting Actress |
| ۲۰۰۲      | وقت نمایش                | Chase Renzi                       | تام دی            | |
| ۲۰۰۲      | دردسر بزرگ               | Anna Herk                         | بری ساننفلد       | |
| ۲۰۰۵      | دو نفر برای پول          | Toni Morrow                       | دی جی کاروسو      | Also executive producer |
| ۲۰۰۵      | مال من مال تو مال ما     | Helen North                       | راجا گاسنل        | |
| ۲۰۱۱      | ثور                      | فریگا                             | کنت برانا         | |
| ۲۰۱۳      | ثور: دنیای تاریک         | Frigga                            | آلن تیلور         | |
| ۲۰۱۴      | شبگرد                    | Nina Romina                       | دن گیلروی         | AARP Award for Best Supporting Actress San Diego Film Critics Society Award for Best Supporting Actress Saturn Award for Best Supporting Actress نامزد—جایزه بفتای بهترین بازیگر نقش مکمل زن نامزد—Denver Film Critics Society Award for Best Supporting Actress نامزد—Detroit Film Critics Society Award for Best Supporting Actress نامزد—جایزه انجمن منتقدان فیلم لس آنجلس برای بهترین بازیگر نقش مکمل زن (2nd place) نامزد—National Society of Film Critics Award for Best Supporting Actress (3rd place) نامزد—Village Voice Film Poll for Best Supporting Actress |
| ۲۰۱۵      | فرانک و سیندی            | سیندی                             | G.J. Echternkamp  | |
| ۲۰۱۵      | کارآموز                  | Fiona                             | نانسی مایرز       | |
| ۲۰۱۷      | تازه شروع شده            |                                   |                   | |
| ۲۰۱۹      | انتقامجویان: پایان بازی  | Frigga                            | برادران روسو      | |